# Schweizerische Nordbahn

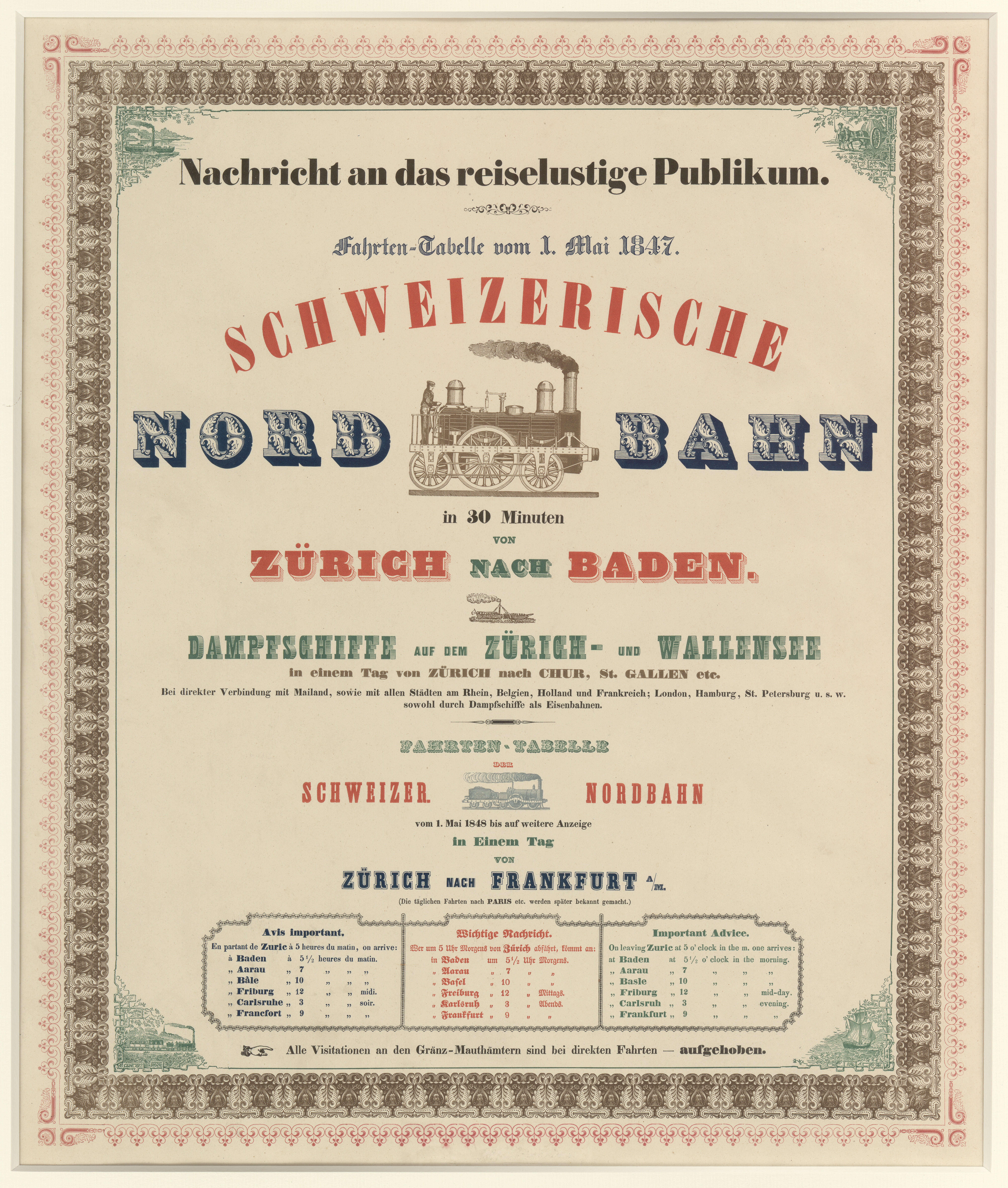
Plakat mit Fahrplan von 1847

Die Schweizerische Nordbahn (SNB) war eine Eisenbahngesellschaft in der Schweiz. Sie eröffnete am 7. August 1847 die zweite Bahnstrecke in der Schweiz. Obwohl drei Jahre früher die Elsässerbahn Basel mit Strassburg verband, wird sie häufig als erste Bahnstrecke in der Schweiz genannt.
Die SNB verband die Städte Zürich und Baden. Geplant war die Weiterführung nach Aarau und Basel. Die SNB wurde im Volksmund als Spanisch-Brötli-Bahn bekannt. 1853 fusionierte sie mit der Zürich-Bodenseebahn zur Schweizerischen Nordostbahn (NOB).

## Vorgeschichte
Verglichen mit den Nachbarländern begann das Eisenbahnzeitalter in der Schweiz relativ spät. Gründe waren topographische Schwierigkeiten, aber auch die Uneinigkeit der Kantone. Ein besonderes Hindernis waren fehlende gesetzliche Grundlagen, vor allem im Bereich der für den Eisenbahnbau notwendigen Enteignungen.
Oberst Friedrich Hünerwadel aus Lenzburg richtete 1836 eine Eingabe an die Regierung des Kantons Aargau; darin hob er die Bedeutung der Eisenbahn für Handel und Industrie hervor und forderte den Bau einer Eisenbahn von Zürich durch den Aargau nach Basel. 1837 beauftragte die Zürcher Handelskammer den Ingenieur Alois Negrelli mit der Untersuchung des Geländes. Im Oktober desselben Jahres gründete sich die Basel-Zürich-Eisenbahngesellschaft. Die Strecke sollte von Zürich aus via Dietikon und über die Limmat nach Würenlos führen, anschliessend über Wettingen, Ennetbaden und Obersiggenthal dem rechten Ufer der Limmat folgen. Bei Untersiggenthal wäre sie nach Norden abgebogen und hätte bei Döttingen die Aare überquert. Schliesslich hätte sie dem linken Ufer des Rheins folgend Basel erreicht. Im April 1838 begann die Vermessung, doch die über das rücksichtslose Vorgehen der Geometer aufgebrachten Landbewohner behinderten die Arbeiten. Die hauptsächlichste Triebfeder war die Furcht vor materieller Schädigung.
Der Züriputsch von 1839 und bürgerkriegsähnliche Auseinandersetzungen um die Verfassung des Kantons Aargau verzögerten den Baubeginn weiter. Auch die Linienführung entlang der Grenze war umstritten. So forderte eine Gruppierung, die Eisenbahn müsse über den Bözberg geführt werden. Der Grosse Rat von Zürich erteilte am 18. Dezember 1839 die Bewilligung zum Bahnbau. Erst nach unendlichen Debatten kam im November 1840 auch die Bewilligung aus dem Aargau. Im selben Monat erliess der Aargauer Grosse Rat ein Enteignungsgesetz.
Die Stadt Baden interessierte sich erst für den Bahnbau, als die Linienführung links der Limmat vorgeschlagen wurde. Dadurch käme der Bahnhof auf Badener Boden zu liegen. Nach der Ortsbürgergemeinde sollte er vor dem Mellingertor erbaut werden. Im Gegenzug wurden der Bahngesellschaft die Waldnutzung und Benützung der gemeindeeigenen Steinbrüche angeboten. Am 5. Dezember 1841 lehnte eine Aktionärsversammlung der Bahngesellschaft die Vorschläge der Stadt Baden ab. Mehrere Aktionäre widerriefen ihre finanziellen Zusicherungen, daher musste die Basel-Zürich-Eisenbahngesellschaft aufgelöst werden. Im Mai 1843 tagten im Badener Rathaus Vertreter der Kantone Aargau, Zürich und Basel-Stadt. Die Konferenz endete jedoch ergebnislos. Auch eine vom Badener Stadtrat angeregte Unterschriftensammlung konnte das Projekt nicht wieder in Gang bringen.

## Bahnbau

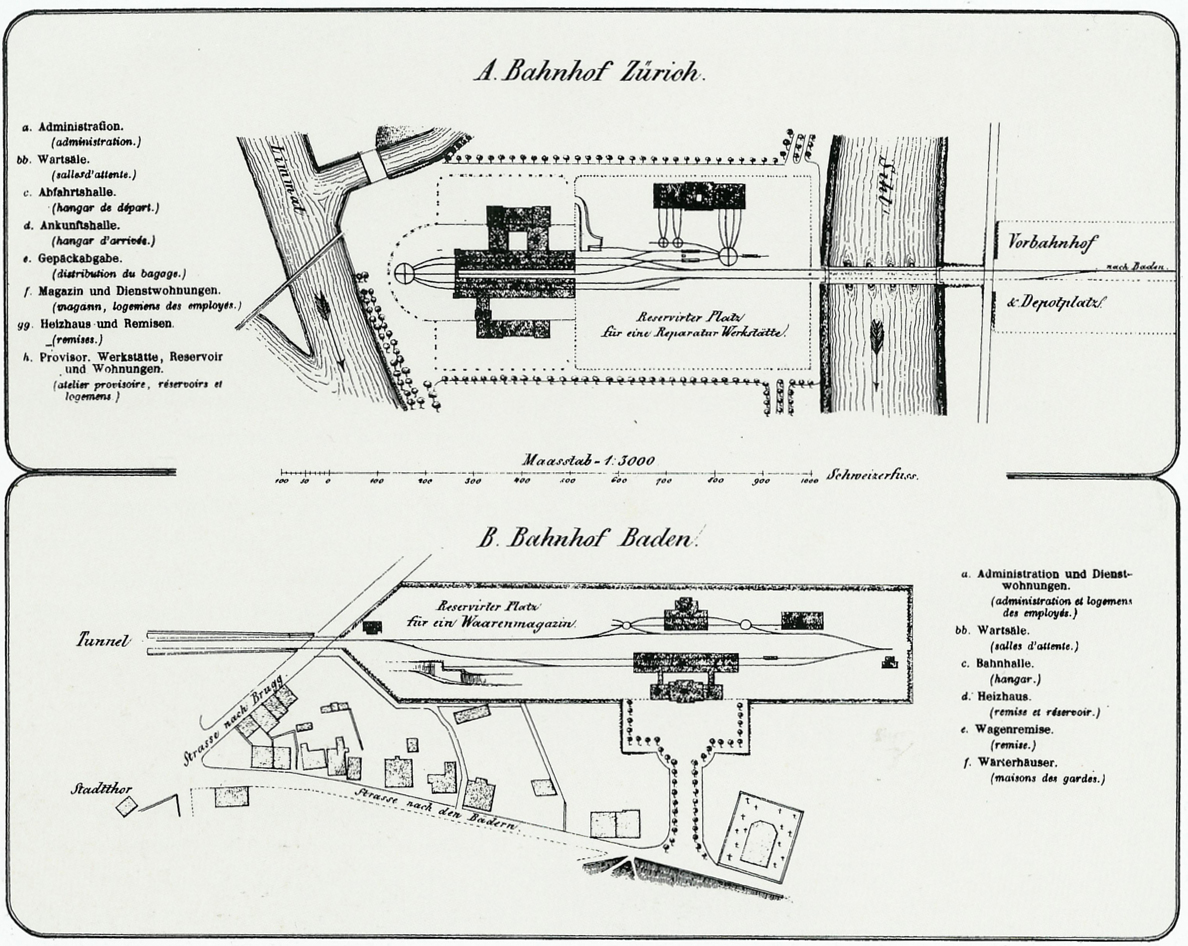
Grundrisse der Bahnhofsgebäude in Zürich und Baden 1847

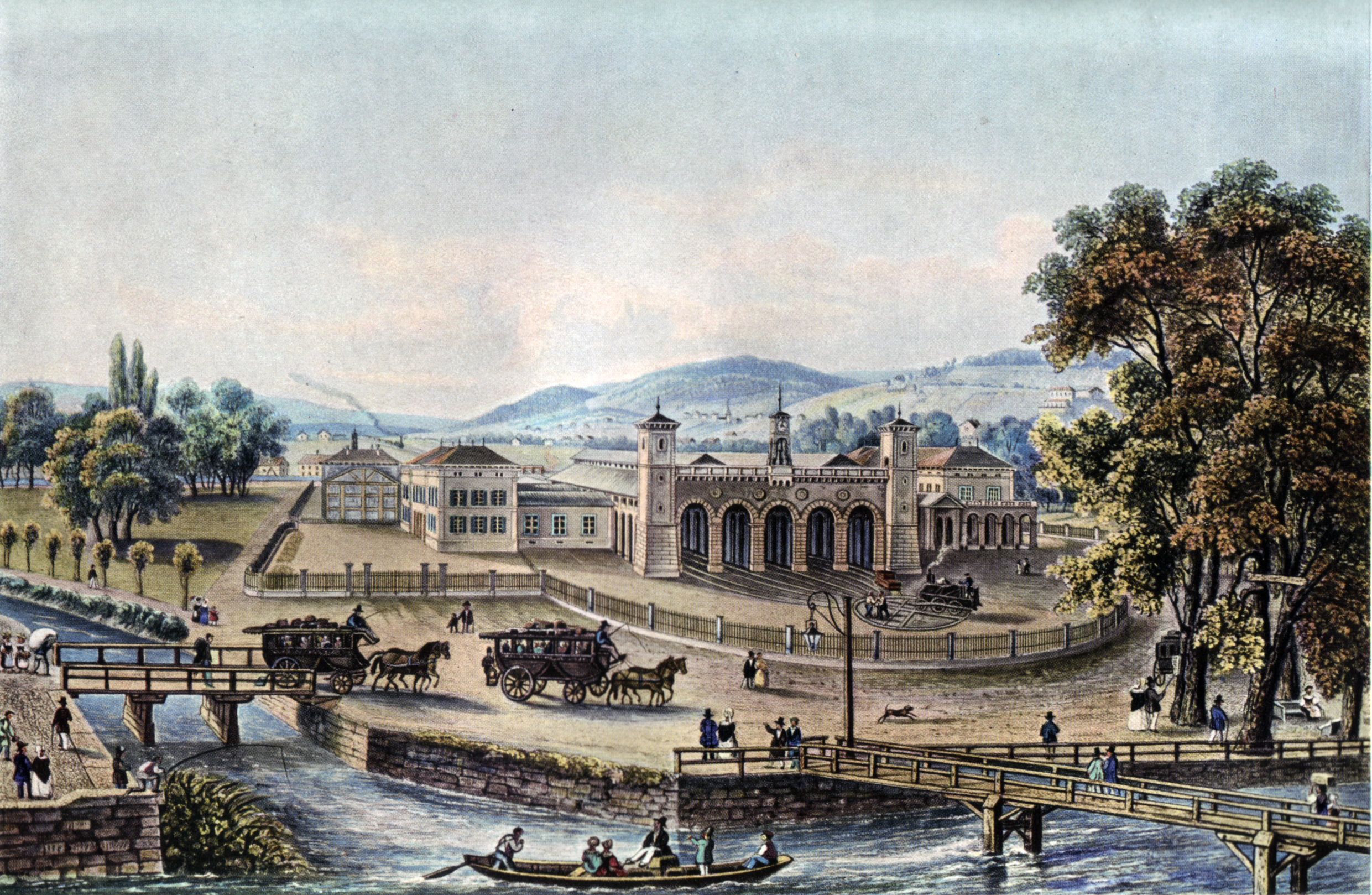
Ansicht des Bahnhofs Zürich um 1847

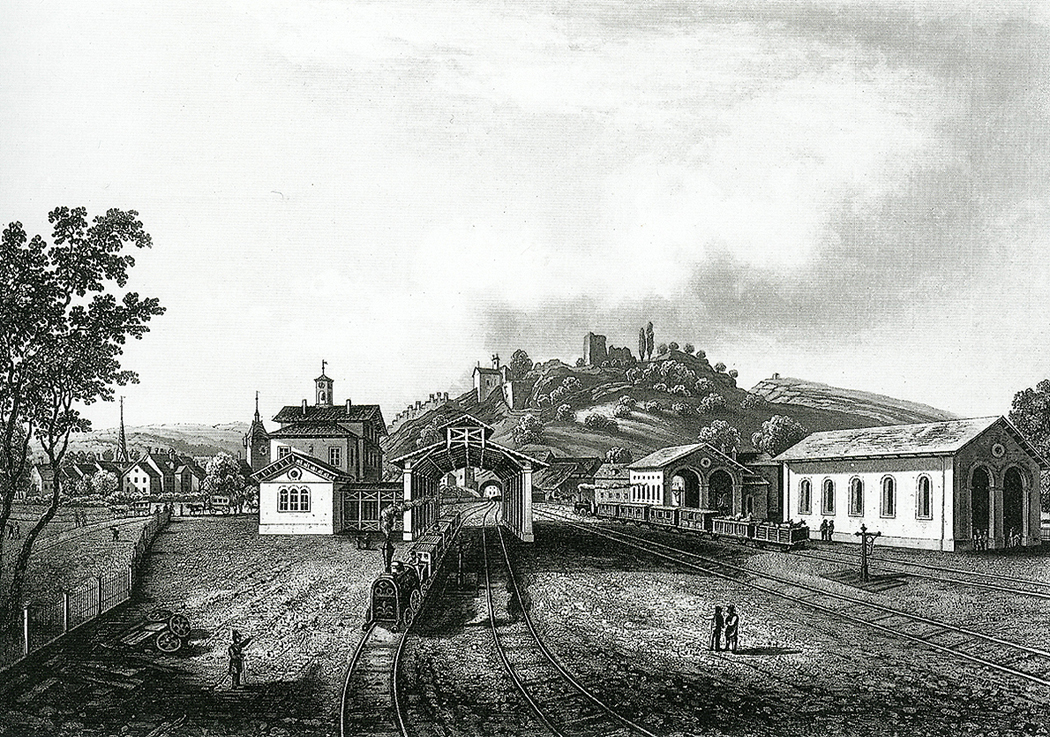
Ansicht des Bahnhofs Baden um 1850 von Norden, in der Bildmitte der Schlossberg mit der Ruine Stein

Im Mai 1845 bildete sich unter der Führung des Zürcher Seidenfabrikanten Martin Escher ein neues Komitee. Escher hatte nach der Auflösung der ehemaligen Bahngesellschaft alle Unterlagen wie Protokolle, Pläne, Messungen und die Berechnungen ersteigert. Auf Grundlage dieser Papiere wurde eine neue Variante mit leicht abgeänderter Linienführung ausgearbeitet. Die Strecke sollte nun im Limmattal gänzlich linksufrig verlaufen und erst bei Turgi die Limmat überqueren. Schliesslich sollte sie über Koblenz die Stadt Waldshut erreichen, wo ein Anschluss an die geplante Badische Hauptbahn vorgesehen war. Auch war eine Zweiglinie ab Baden bis Aarau, mit einer möglichen Verlängerung bis Bern, vorgesehen. Unter der Zusicherung, dass Alois Negrelli ausführender Ingenieur und die Zweigstrecke nach Aarau entstehen werde, stimmte der Aargauer Grosse Rat im Juli 1845 dem Projekt zu. Auch die Verhandlungen mit dem Grossherzogtum Baden verliefen positiv.
Am 16. März 1846 wurde die Schweizerische Nordbahngesellschaft mit einem Aktienkapital von 20 Millionen Franken gegründet. Bereits im April 1846 konnte auf Zürcher Gebiet mit den Bauarbeiten begonnen werden. Nicht wie auf Aargauer Seite, waren hier die Landabtretungen bereits abgeschlossen. Zunächst war als erste Etappe der Bau des Abschnitts Zürich – Baden vorgesehen. Wieder sollte auf Verlangen der Badener der Bahnhof beim Mellingertor erstellt werden. Negrelli setzte die Verlegung auf die Nordseite der Altstadt durch, was den Bau eines Tunnels durch den Schlossberg erforderte. Gustav Albert Wegmann erhielt den Auftrag für die Planung des Bahnhofs Zürich. Sein Studienfreund Ferdinand Stadler wurde mit der Planung für den Bahnhof Baden betraut.
Die Bauarbeiten gestalteten sich auf dem grössten Teil der Strecke problemlos, lediglich zwischen Neuenhof und Baden kam es zu kleineren Problemen. Die Kantonsstrasse war viel befahren und sollte zweimal gekreuzt werden. Um dies zu vermeiden, musste die Strasse auf einer Länge von 2200 Fuss hangaufwärts verschoben werden. Das erforderliche Land aus dem Besitze des Klosters Wettingen konnte erworben werden.
Im Bereich Krummbach-Damsau war der Baugrund mit unstabilen Nagelfluhfelsen und Sandsteinbänken durchsetzt. Diese mussten gesprengt werden. Oberhalb der Bahntrasse traten Wasseradern aus, was zu leichten Hangrutschungen führte. Um das Wasser abzuleiten, erstellte man Wassergräben. Aus zeitlichen und finanziellen Gründen wurde der in Mengen anfallende Bauschutt einfach durch «in die Limmat kippen» entsorgt. Die Beschwerden von Spinnereibesitzern und Gutsverwaltern verhallten ohne Reaktionen. Erst ein Hochwasser sorgte im Sommer 1847 wieder für normale Verhältnisse.
Besondere Herausforderungen stellte der Bau des Schlossbergtunnels. Obwohl der Tunnel durch den Schlossberg nur 80 Meter lang ist, dauerten die Arbeiten rund ein Jahr. Drei Arbeiter kamen bei einem Sprengunglück ums Leben, sechs weitere starben an Typhus. Der Tunneldurchstich erfolgte am 14. April 1847.

## Eröffnung

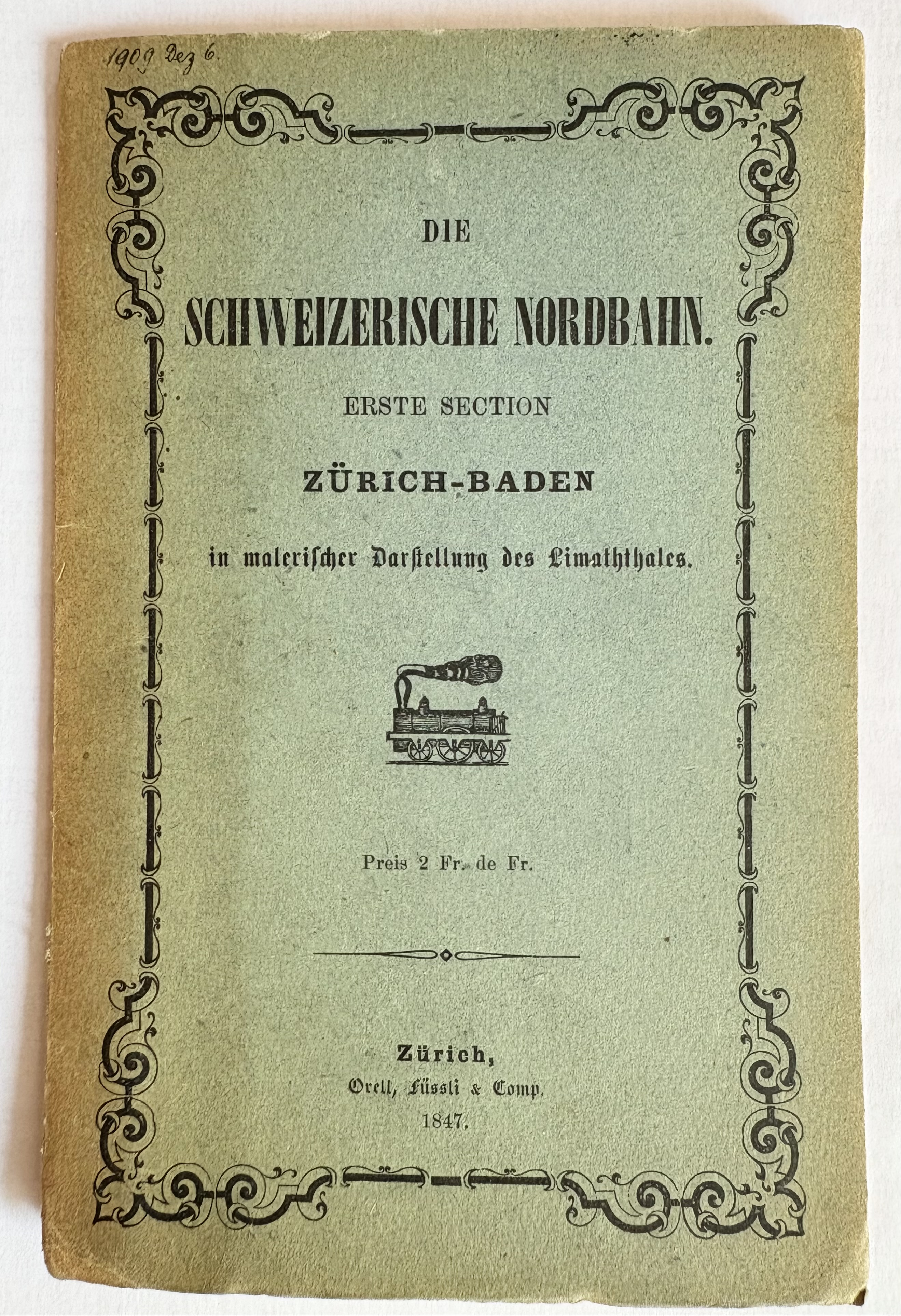
Fahrplan von 1847

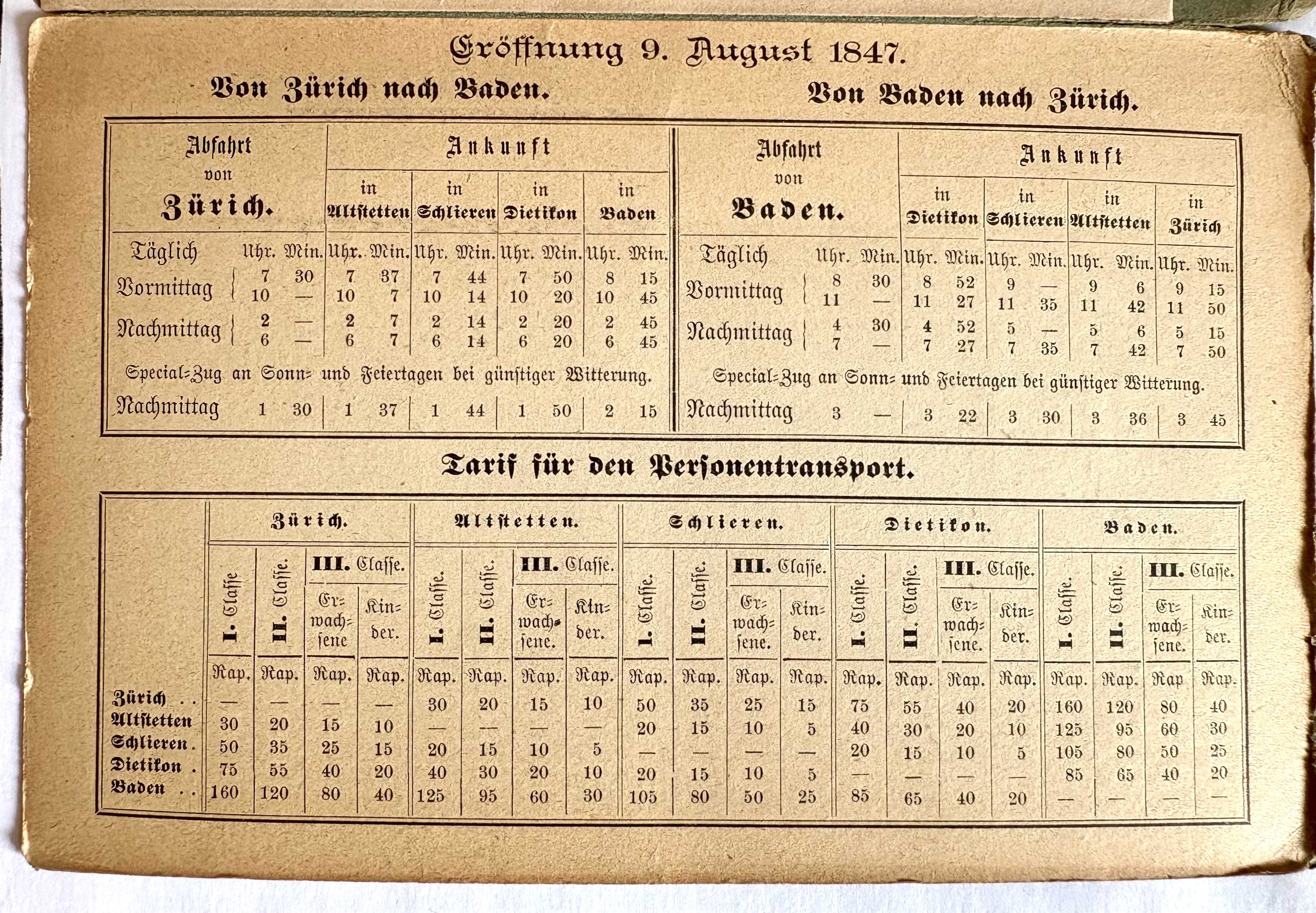
Fahrplan und Tarife

Nach sechzehn Monaten Bauzeit wurde am 7. August 1847 die erste, ganz auf Schweizer Boden befindliche Eisenbahnstrecke feierlich eröffnet. Kurz nach 11.30 Uhr wurde mit Böllerschüssen das Eintreffen des ersten offiziellen Zuges angekündigt. Er brachte die geladenen Gäste und Mitglieder der Aargauer Behörden von Baden nach Zürich. Für die 23 km lange Strecke benötigte Lok Nr. 1 «Limmat» nur 33 Minuten, was einer erreichten durchschnittlichen Geschwindigkeit von gut 42 km/h entsprechen würde. Nach Festansprachen und Besichtigung der Bahnhofsinfrastruktur trat der Festzug mit den 140 Gästen um 13:00 Uhr wieder die Rückfahrt nach Baden an. Nun jedoch von Lokomotive Nr. 2 «Aare» gezogen.
Der fahrplanmässige Betrieb begann zwei Tage später. Es standen vier Dampflokomotiven, 31 Personen- und 9 Güterwagen zur Verfügung. Täglich gab es vier Fahrten in beiden Richtungen. Sonntags wurde ein zusätzliches Zugspaar eingefügt. Die Fahrzeit für die 23 km lange Strecke betrug 45 Minuten. Unterwegs hielten die Züge in Altstetten, Schlieren und Dietikon.
Die Bahn war wirtschaftlich wenig erfolgreich. Der Güterverkehr entwickelte sich nicht wie erhofft. Die Bahnstrecke war zu kurz. Die eingefahrene Zeiteinsparung wurde durch den aufwändigen Umlad mehr als ausgeglichen. Wegen des Sonderbundskriegs und den Revolutionen von 1848 im angrenzenden Ausland nahm die Zahl der beförderten Fahrgäste rasch ab. Für 80 Rappen konnte eine Person von Zürich nach Baden reisen. Trotz aller Sparanstrengungen konnten bei dem bescheidenen Fahrplanangebot kaum die Betriebskosten erwirtschaftet werden. Zudem strich die Nordbahn eine der täglichen Verbindungen. Der Bau der weiteren Etappen wurde auf unbestimmte Zeit verschoben. Die Zweigstrecke Baden – Lenzburg – Aarau wurde aus den Planungen gestrichen. Immerhin gelang dem Unternehmen eine Einigung mit den Postverwaltungen, so dass der Postkutschenkurs nach Bern auf dem Abschnitt Zürich – Baden nicht mehr verkehrte; der Kurs nach Basel bediente aber weiterhin die ganze Strecke. Erst nach dem Erlass des eidgenössischen Eisenbahngesetzes 1852 und dem 1853 erfolgten Zusammenschluss mit der unter der Leitung von Alfred Escher stehenden Zürich-Bodenseebahn zur Schweizerischen Nordostbahn (NOB) konnten die Planungen für den Weiterbau wieder aufgenommen werden.

## Rollmaterial
Die Nordbahngesellschaft benötigte zur Betriebseröffnung vier Dampflokomotiven. Diese wurden bei der Maschinenbau-Gesellschaft Karlsruhe von Emil Kessler bestellt. Die ersten beiden Lokomotiven waren von der Bauart D 1/3 mit Schlepptender. Es handelte sich dabei um die ersten für eine Schweizer Bahngesellschaft gebauten Lokomotiven. Sie waren dem amerikanischen Lokomotivtyp Norris nachempfunden. Der Kaufpreis für eine Maschine betrug rund 35'000 Schweizer Franken. Da die Triebachslast zu hoch war, wurde die Bestellung der letzten beiden Lokomotiven auf den Typ D 2/4 mit Schlepptender geändert. Diese Maschinen entsprachen einer leicht modifizierten Version der Württembergischen III und wurden zu je 40'000 Franken an die SNB geliefert.
Im Hinblick auf das 100-Jahre-Jubiläum der schweizerischen Eisenbahnen schuf die SBB-Hauptwerkstätte Zürich im Jahr 1947 zusammen mit der SLM in Winterthur einen Nachbau der D 1/3 «Limmat». Der voll betriebsfähige Nachbau ist im Besitz von SBB Historic. Normalerweise ist die Lokomotive im Verkehrshaus der Schweiz (VHS) in Luzern ausgestellt.
Bisher galt allgemein der Originalzug aus der Gründerzeit als nicht erhalten. Bei der Stilllegung eines Betriebs wurde ein alter Rollwagen einem Schrottplatz zugeführt. Privatpersonen aus dem Umfeld der Schweizerischen Gesellschaft für Eisenbahngeschichte SGEG identifizierten den Rollwagen zweifelsfrei als originales Untergestell eines Personenwagens aus dem Jahre 1847 der Schweizerischen Nordbahn (SNB), also des legendären Zuges der Spanisch-Brötli-Bahn. Das Untergestell ist heute bei der Dampfbahn Katzensee ausgestellt und kann während der Rundfahrt besichtigt werden.

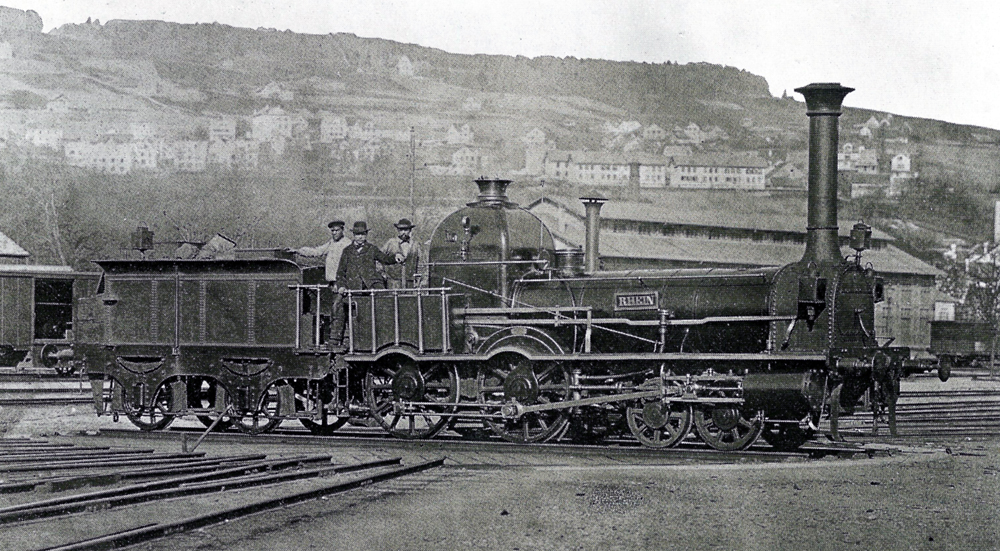
SNB Lokomotive Nr. 3 «Rhein» (Bild ca. 1867)
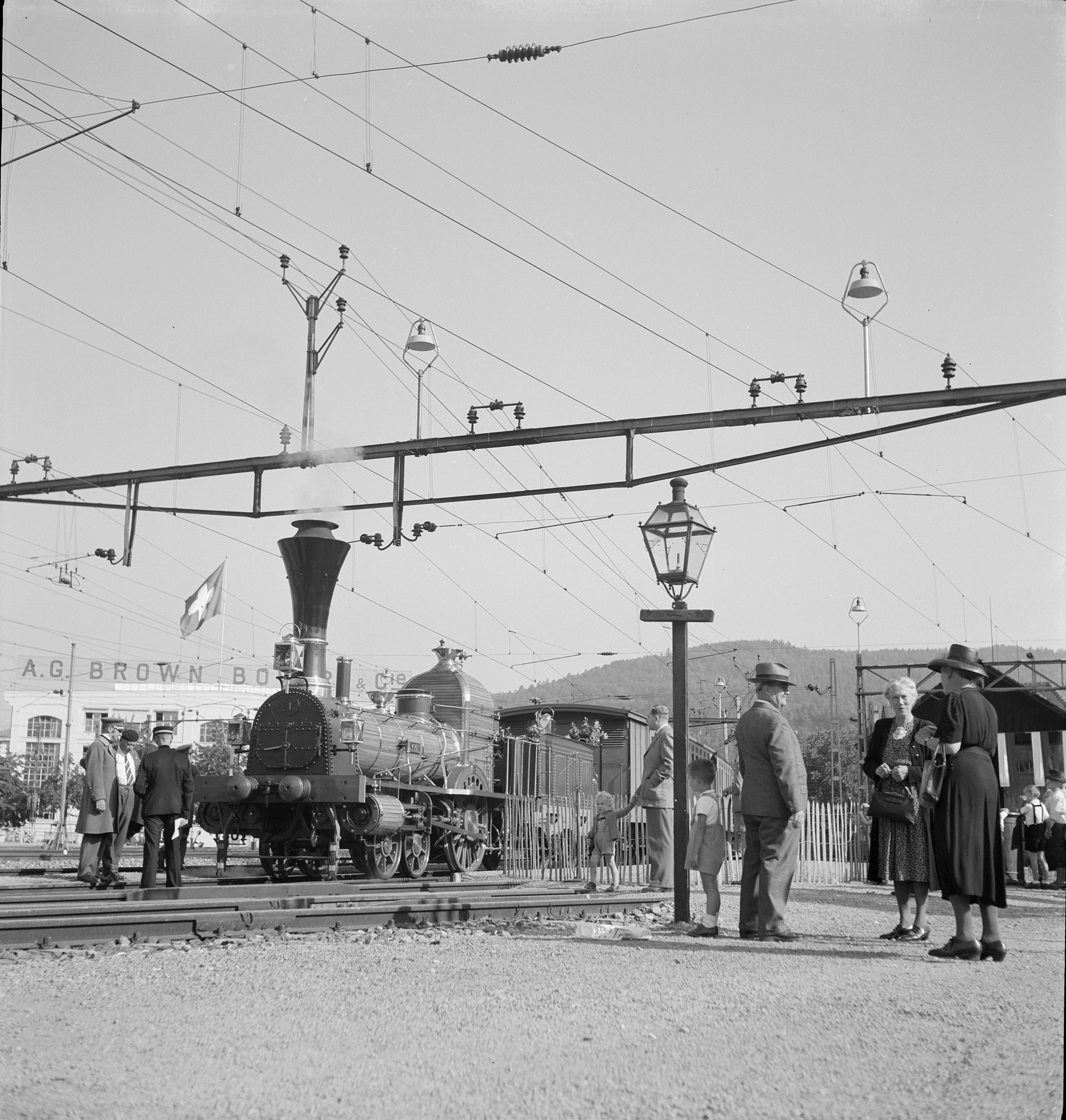
Jubiläumsfahrt der Spanischbrötlibahn 1947
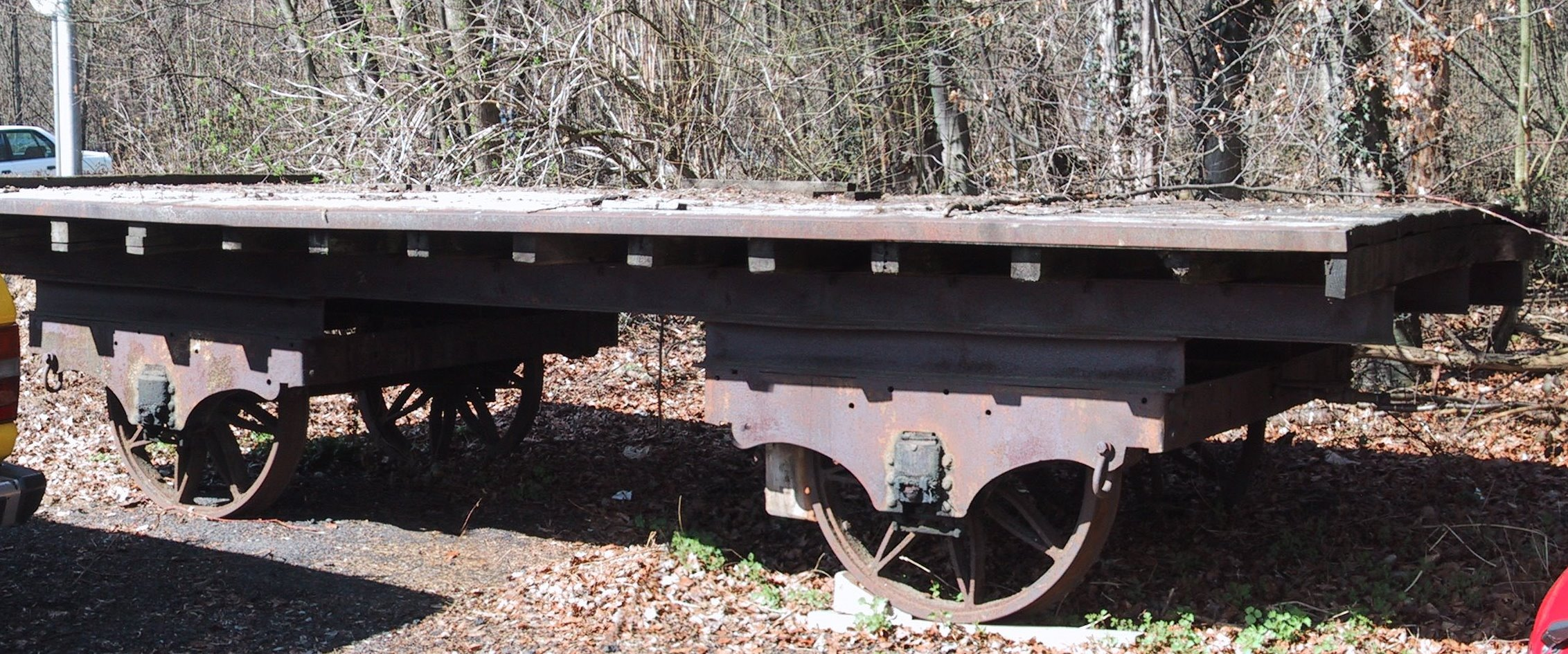
Rollwagen auf Untergestell des SNB Personenwagen B 26 von 1847
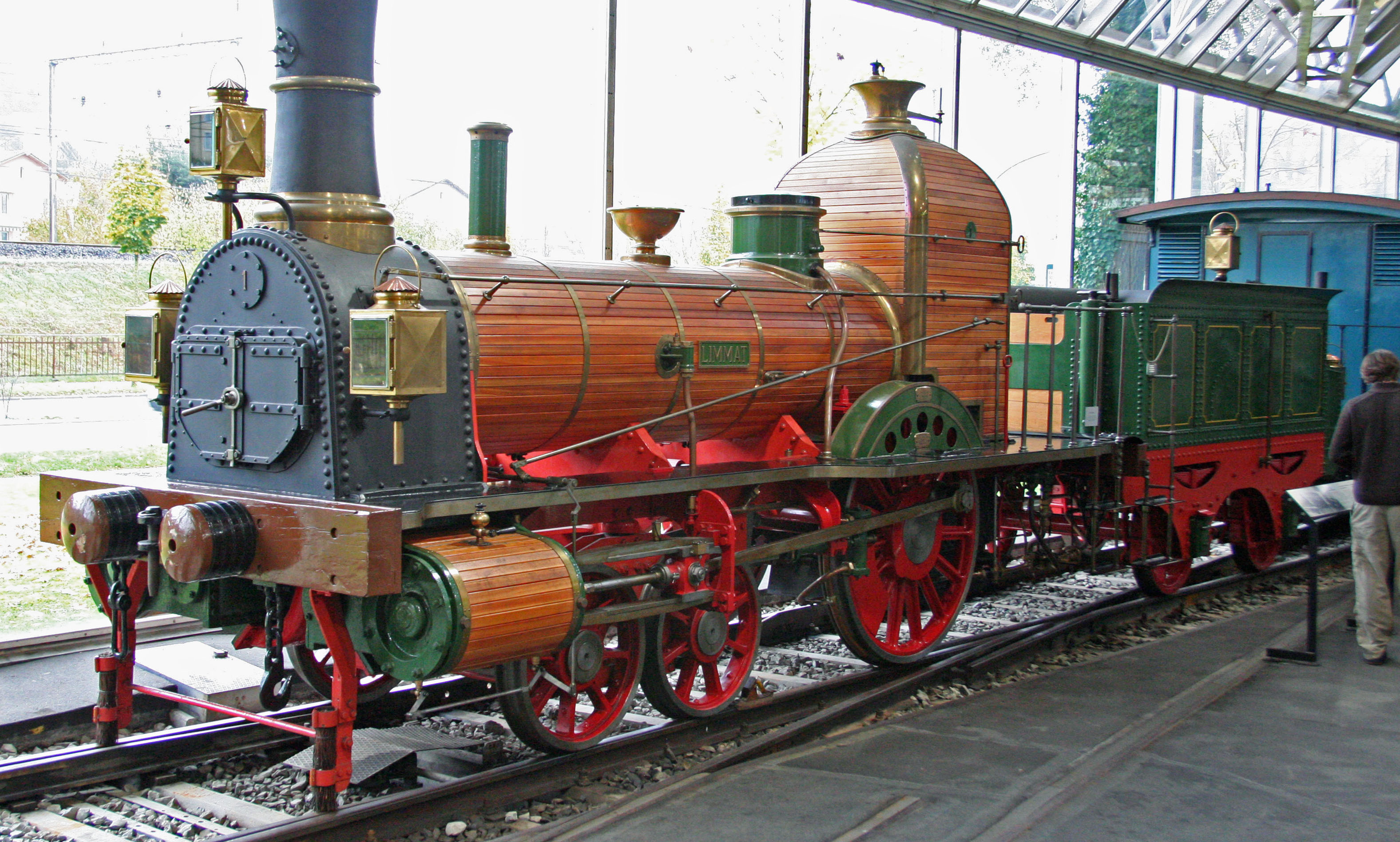
Nachbau der SNB Lokomotive Nr. 1 «Limmat» von 1847 (Bild von 2006)

## Spanisch-Brötli-Bahn
Wie die Bahn zu ihrem Übernamen Spanisch-Brötli-Bahn kam, und wie verbreitet er war, ist nicht überliefert. Klar ist einzig, dass die Bezeichnung Bezug nimmt auf die Badener Spezialität Spanisch Brötli.
Es existieren verschiedene Legenden zum Namensursprung. So wird berichtet, dass sich die Zürcher Herrschaften diese Spezialität durch ihre Bediensteten per Bahn ofenfrisch aus Baden bringen liessen. Diese Legende ist so populär wie umstritten. Allein schon der Fahrpreis spricht dagegen, kostete doch die Fahrt nach Baden in der dritten Klasse für einen Fahrgast 80 Rappen je Richtung, was etwa dem Tageslohn eines Bediensteten entsprach. Ob dies jedoch die wohlhabende Oberschicht abhielt, ihr Frühstück durch diese Spezialität zu bereichern, ist ebenfalls nicht überliefert. Es wäre auch möglich, dass die Brötchen mit dem Frühzug nach Zürich geliefert wurden, um dort von den Bediensteten «noch backwarm» in Empfang genommen zu werden.
Es gibt Hinweise auf eine eisenbahnpolitische Auseinandersetzung in den 1870er-Jahren, zwischen der Zürcher Oberschicht mit ihrer «Herrenbahn» und den Winterthurer Demokraten mit ihrer «Volksbahn». Da ist es möglich, dass die Winterthurer – in Kenntnis des Brötchentransports – den Namen Spanisch-Brötli-Bahn als Abwertung oder zum Spott verwendeten.
Dass die Bahn jedoch schon sehr früh mit diesem Übernamen versehen wurde, belegt der «Züricher Kalender» von 1897 zum 50-Jahr-Jubiläum der Bahnlinie Zürich–Baden. Es wird von der «oft bespöttelten Spanischbrödlibahn» berichtet.
Populär könnte dies auch durch die spätere Verstaatlichung der privaten Eisenbahnen und deren Übergang in die SBB geworden sein, lässt sich doch die Abkürzung für beide Namen verwenden. Spätestens zur Feier «100 Jahre Schweizer Bahnen» 1947 wurde die Wortwahl durch den Nachbau der SNB Lok Nr. 1 «Limmat» landesweit bekannt.